# The Sims 2: Pets
The Sims 2: Pets este un pachet de expansiune pentru jocul video de simulare de viață, The Sims 2. Lansat în octombrie 2006 de către Electronic Arts și Maxis, acest pachet introduce animale de companie în viața sim-urilor, adăugând o nouă dimensiune și un plus de realism gameplay-ului original. The Sims 2: Pets a fost primit cu entuziasm de comunitatea de jucători, datorită noutăților și opțiunilor diverse pe care le aduce.

## Caracteristici Principale

### Introducerea Animalelor de Companie
Cea mai notabilă adăugare adusă de The Sims 2: Pets este posibilitatea pentru sim-urile jucătorilor de a adopta și de a avea grijă de animale de companie. Aceasta include câini, pisici și animale mici, cum ar fi păsări, pești și hamsteri. Fiecare tip de animal vine cu propriile nevoi și comportamente, adăugând un strat suplimentar de complexitate și strategie jocului.

### Crearea de Animale de Companie
În mod similar cu funcția Create-a-Sim, jucătorii pot crea animale de companie unice folosind Create-a-Pet. Această unealtă permite personalizarea detaliată a animalelor, incluzând rasă, culoare, marcaje, și chiar personalitate. Jucătorii pot combina diferite trăsături pentru a crea animale unice care să se potrivească perfect cu sim-urile lor.

### Viața cu Animalele de Companie
Animalele de companie din The Sims 2: Pets au un ciclu de viață propriu, incluzând etapele de pui și adult. Jucătorii trebuie să se asigure că animalele lor sunt bine îngrijite, hrănite și fericite. Animalele pot învăța trucuri, pot participa la concursuri de animale și pot dezvolta relații cu sim-urile și alte animale.

### Cariera pentru Animale
O altă adăugare interesantă este cariera pentru animale. Câinii și pisicile pot urma o carieră în unul dintre cele trei domenii disponibile: Securitate, Show Business și Servicii. Animalele pot progresa în carieră, câștigând recompense și bani pentru gospodăria sim-urilor.

## Noutăți și Obiecte Noi
Pachetul de expansiune aduce, de asemenea, o serie de obiecte noi specifice animalelor de companie, cum ar fi jucării, paturi, boluri de hrană și locuri de joacă. De asemenea, sunt introduse noi opțiuni de decorare și mobilier pentru a face casele sim-urilor mai prietenoase pentru animale.

## Impactul asupra Gameplay-ului
The Sims 2: Pets a avut un impact semnificativ asupra gameplay-ului The Sims 2, oferind jucătorilor mai multe activități și responsabilități. Acesta adaugă un nivel de realism și îmbogățește experiența de joc prin integrarea unei componente emoționale puternice, având grijă de animalele de companie.

## Recenzii și Primiri Critice
La lansare, The Sims 2: Pets a primit recenzii în general pozitive din partea criticilor și a jucătorilor. Majoritatea recenziilor au apreciat adăugarea animalelor de companie și nivelul de detaliu din Create-a-Pet. Cu toate acestea, au existat și unele critici referitoare la performanța jocului și la faptul că animalele de companie nu sunt complet controlabile de către jucători, ci au un comportament autonom, ceea ce poate duce uneori la situații imprevizibile.

## Moștenire
The Sims 2: Pets este un pachet de expansiune care a reușit să aducă un plus de viață și diversitate jocului de bază The Sims 2. Prin introducerea animalelor de companie și a numeroaselor opțiuni de personalizare și activități, acest pachet a devenit rapid unul dintre cele mai populare dintre expansiunile The Sims 2. În ciuda unor mici probleme, The Sims 2: Pets rămâne un exemplu de succes în adăugarea de conținut semnificativ și captivant într-un joc de simulare de viață.